# Obscuriphantes obscurus
Espèce
Synonymes
- Linyphia obscura Blackwall, 1841
- Lepthyphantes obscurus dilutior Simon, 1929
- Lepthyphantes uncinatus Schenkel, 1936

Obscuriphantes obscurus est une espèce d'araignées aranéomorphes de la famille des Linyphiidae.

## Distribution
Cette espèce se rencontre en zone paléarctique.

## Liste des sous-espèces
Selon World Spider Catalog (version 16.5, 7/11/2015) :
- Obscuriphantes obscurus obscurus (Blackwall, 1841)
- Obscuriphantes obscurus dilutior (Simon, 1929)

## Publications originales
- Blackwall, 1841 : The difference in the number of eyes with which spiders are provided proposed as the basis of their distribution into tribes; with descriptions of newly discovered species and the characters of a new family and three new genera of spiders. Transactions of the Linnean Society of London, vol. 18, p. 601-670 (texte intégral).
- Simon, 1929 : Les arachnides de France. Synopsis générale et catalogue des espèces françaises de l'ordre des Araneae; 3e partie. Paris, vol. 6, p. 533-772.